# August Schumann

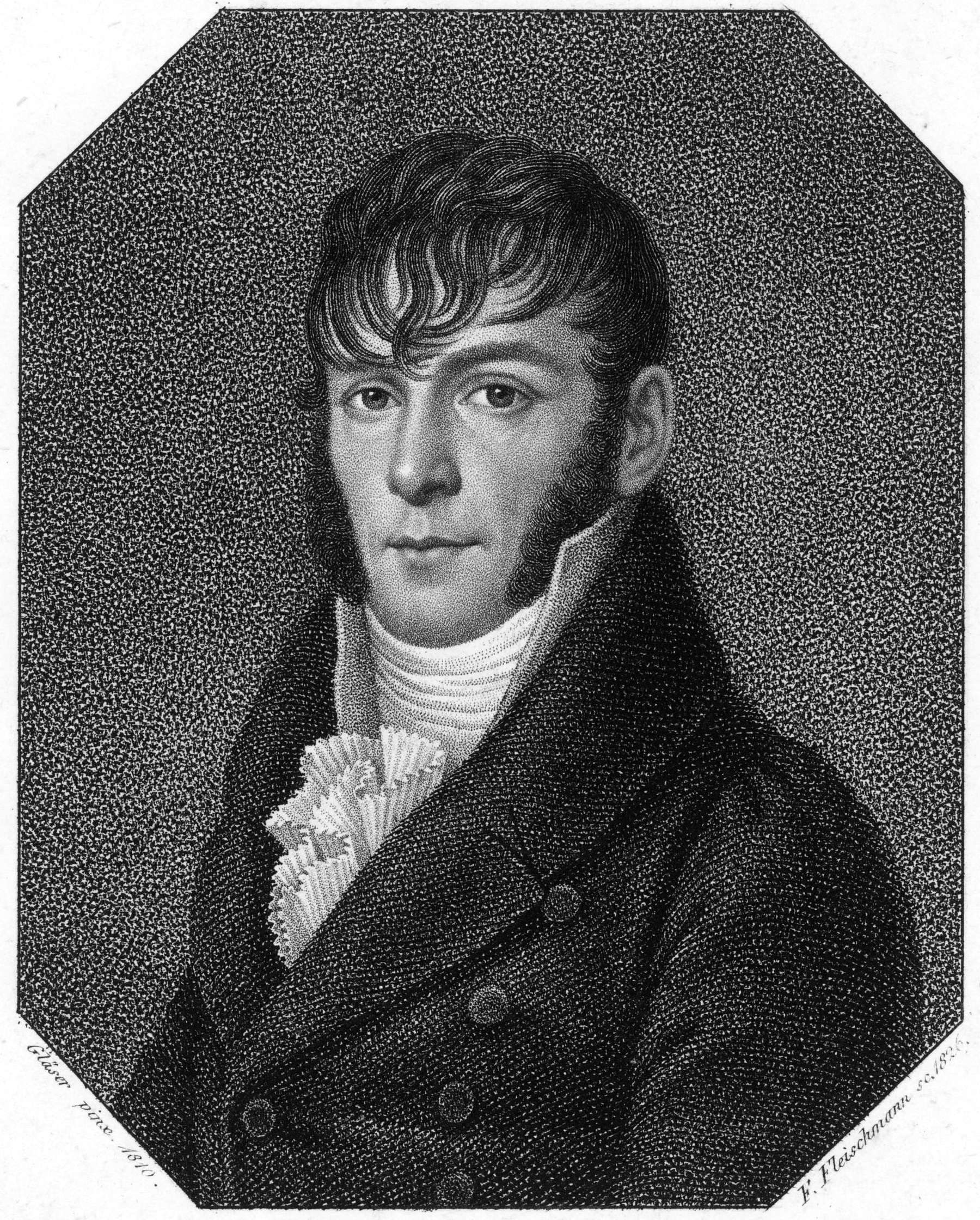
August Schumann (Kupferstich: Friedrich Fleischmann, nach dem Porträt von Gotthelf Leberecht Glaeser von 1810)

Friedrich August Gottlob Schumann (* 2. März 1773 in Endschütz; † 10. August 1826 in Zwickau) war ein deutscher Schriftsteller, Buchhändler und Verleger und der Vater von Robert Schumann.

## Jugend und erste Berufsjahre
August Schumann war der älteste Sohn eines mittellosen Pfarrers aus einer thüringischen Gutsbesitzerfamilie. Von 1788 bis 1791 wurde er bei einem Kaufmann im thüringischen Ronneburg in die Lehre gegeben. 1791/92 arbeitete er als Kontorist in Hohenstein und Leipzig, hegte aber musische Interessen und wollte Schriftsteller werden. 1792 immatrikulierte er sich an der Universität Leipzig, um humanistischen Studien und seinem Interesse für Literatur nachzugehen, musste das Studium aber aufgrund finanzieller Engpässe abbrechen. 1793 veröffentlichte er sein erstes Werk, das Schauspiel Die Familie Thalheim.
Ein Romanmanuskript unter dem Titel Ritterscenen und Mönchsmärchen sandte August Schumann dem Verleger G. H. Heinse in Zeitz, der ihm eine Stelle als Buchhalter in seiner Buchhandlung anbot. In Zeitz lernte er Johanna Christiana Schnabel (1767–1836) kennen, eine Großnichte des Dichters Lessing. Deren Vater, der angesehene Ratschirurgus Abraham Gottlob Schnabel, machte die Verbindung seiner Tochter mit einem „schriftstellernden Buchhändler“ davon abhängig, dass der künftige Schwiegersohn zumindest als selbstständiger Kaufmann tätig werden müsse.
1795 eröffnete August Schumann daher selbst eine Materialwarenhandlung in Ronneburg, in die er nahezu 1000 Taler, den Gewinn aus seiner Schriftstellerei der letzten anderthalb Jahre, investierte, zudem fungierte sein Leipziger Freund und Buchhändler Johann Ambrosius Barth als Kommissionär. Im gleichen Jahr durfte Schumann Johanna Christiana Schnabel heiraten, die fünf Kinder zur Welt brachte, darunter als jüngstes der Geschwister Robert Schumann (1810–1856).
Seine umfangreiche Büchersammlung richtete Schumann als öffentliche Leihbibliothek ein und setzte seine literarischen Arbeiten fort. Der erste, 1799 gegründete Verlag bot fast ausschließlich Werke aus seiner Feder. 1808 zog die Familie nach Zwickau, wo August Schumann die Buchhandlung unter dem Namen „Gebrüder Schumann“ fortführte – sein Bruder Friedrich Schumann hatte bereits vorher eine Buchhandlung in Zwickau eröffnet, stieg aber 1810 aus dem Geschäft wieder aus.

## Verleger in Zwickau

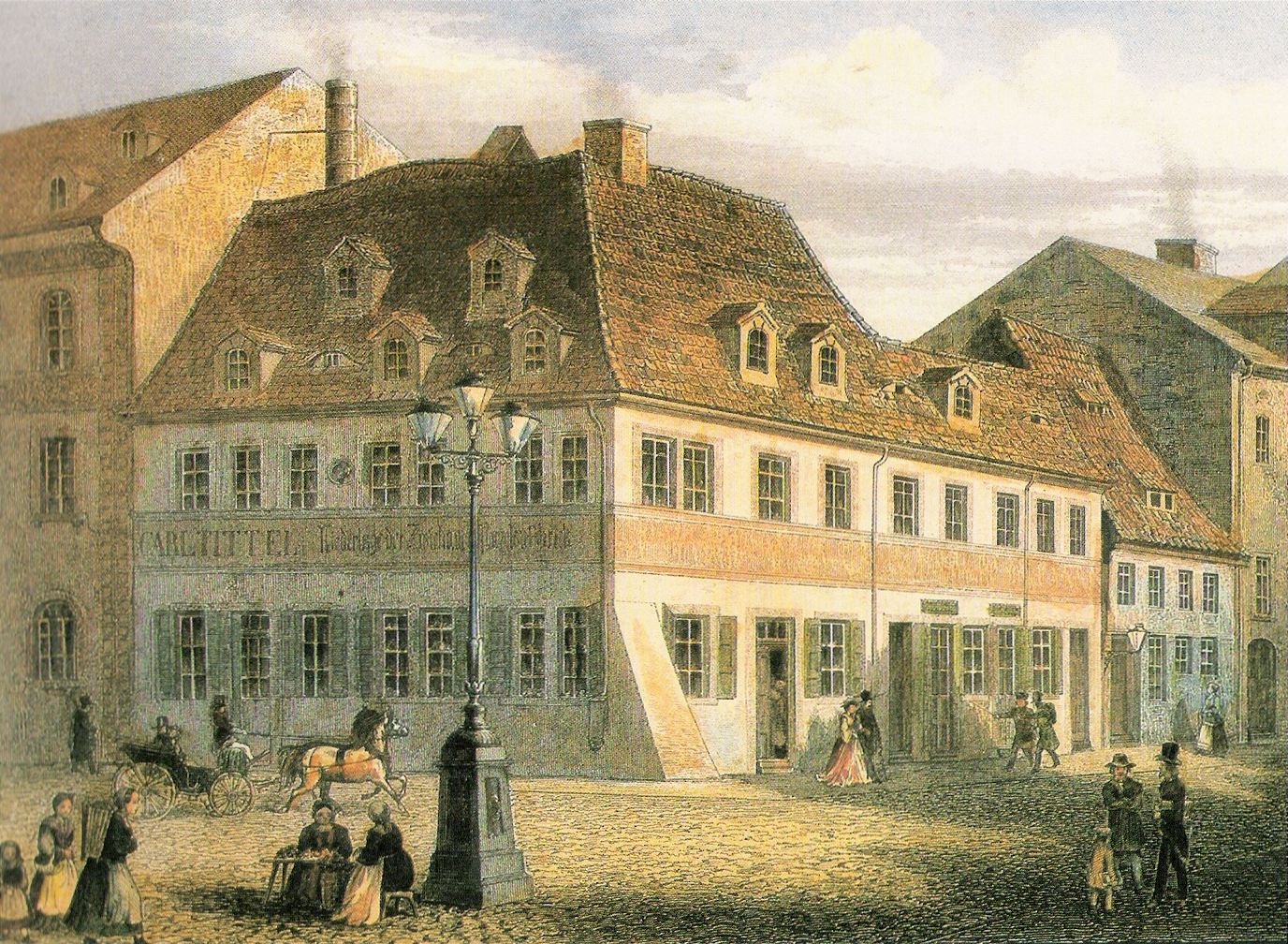
Schumannhaus in Zwickau, Hauptmarkt 5

Der Verlag Gebrüder Schumann in Zwickau gab eine Taschenbibliothek der ausländischen Classiker in neuen Verdeutschungen heraus, die es auf über 250 Bände brachte. Die vielbeachteten Übersetzungen der englischsprachigen Werke von Walter Scott und  Lord Byron wurden beispielsweise von Elise von Hohenhausen besorgt. Zugleich erschienen die Werke der englischen, französischen, italienischen, spanischen Klassiker jeweils in der Originalsprache (Pocket edition, Bibliothèque portative, Bibliotheca portatile bzw. Bibliotheca portátil). Die Reihen konnten auch im Abonnement bezogen werden.
„Das Aeussere dieser niedlichen, besonders auf Reisen und Spaziergängen gewiss jedem Freunde der Literatur vorzüglich willkommenen Ausgaben ist so nett und zierlich, dass es in der That nichts zu wünschen übrig lässt“, urteilte ein Rezensent der Jenaischen Allgemeinen Literatur-Zeitung: „Druck und Papier sind gleich schön und sauber und die Titelkupfer zwar nicht durchgängig, aber doch weit dem größten Theile nach, in Zeichnung und Stich wohl gerathen, und eine um so angenehmere Zugabe, als sie die Porträts der sämmtlichen Schriftsteller enthalten, deren Biographie und allgemeine Charakteristik zugleich, in einer sehr zweckmäßigen und aus den besten Quellen geschöpften Uebersicht, überall beigegeben ist.“
Seit 1800 gab er unter dem Titel Das gewerbfleißige Deutschland ein Kaufleute- und Fabrikantenadressbuch heraus. Später begründete August Schumann das Wochenblatt Der erzgebirgische Bote (1807–1812) sowie die Erinnerungsblätter für gebildete Leser aus allen Ständen (1813–1826). Die Herausgabe einer Bildnissammlung von „ausgezeichneten Fürsten, Staatsmänner und Militärs“ wurde zu einem weiteren ökonomischen Standbein.
Aus der zeitgenössischen deutschsprachigen Literatur verlegte Schumann unter anderem die Werke von Bürger, Klopstock und Musäus. Das berühmteste Verlagswerk war das 18-bändige Vollständige Staats-, Post- und Zeitungslexikon von Sachsen, dessen Herausgabe nach seinem Tod von Albert Schiffner fortgesetzt und vollendet wurde.

## Letzte Lebensjahre
August Schumann bemühte sich 1825/26 um eine Ausbildung seines Sohnes Robert Schumann bei Carl Maria von Weber. Doch bevor es zu einer entsprechenden Vereinbarung kommen konnte, verstarben beide, Weber und August Schumann, im Sommer 1826.
Der älteste Bruder Robert Schumanns, Eduard Schumann, führte die Verlagsbuchhandlung 1824 als Mitinhaber und ab 1833 als Alleininhaber weiter und verkaufte die Taschenausgaben schließlich 1837 an den Buchhändler J. G. Lindemann in Zwickau. Die Verlagsbuchhandlung Schumann bestand noch bis 1840. Dank der Initiative August Schumanns entwickelte sich Zwickau um 1820 zur führenden Stadt im deutschen Buchhandel.

## Werke
→ Hauptseite: August Schumann (Wikisource)
- Compendiöses Handbuch für Kaufleute oder encyklopädische Uebersicht alles Wissenswürdigen im Gebiet der Handlung. Gräff, Leipzig 1795–1796.
- Vollständiges Staats-, Post- und Zeitungslexikon von Sachsen, enthaltend eine richtige und ausführliche geographische, topographische und historische Darstellung aller Städte, Flecken, Dörfer, Schlösser, Höfe, Gebirge, Wälder, Seen, Flüsse etc. gesammter Königl. und Fürstl. Sächsischer Lande mit Einschluß des Fürstenthums Schwarzburg, des Erfurtschen Gebietes, so wie der Reußischen und Schönburgischen Besitzungen. Schumann, Zwickau 1814–1833, 13 Bände und 5 Supplementbände.